# يونيونفيل (مقاطعة أورانج)
يونيونفيل هي منطقة سكنية في مقاطعة أورانج في ولاية نيويورك الأمريكية. يبلغ عدد سكانها 612 نسمة وذلك حسب إحصائيات سنة 2010.